# Азово-Донський банк (Житомир)
Азово-Донський банк — будинок початку XX століття, пам'ятка архітектури місцевого значення.

## Історія
Будинок під номером 3 у стилі модернізованого бароко вражає своєю красою. Тут із 1911 року знаходилося Житомирське відділення Азовсько-Донського комерційного банку. Раніше цей банк був на Великій Бердичівській вулиці у будинку Д. Холоденка (на розі з Театральною вулицею). Збереглося оголошення цього банку: «Азовсько-Донський Комерційний Банк'. Заснований в 1871 р. Правління в Петрограді… Житомирське Відділення здає в оренду в особливо обладнаній сталевій броньованій коморі вогняні ящики для зберігання цінностей. Михайлівська вул. № 24, соб. Будинок». З 1944 по 1957 тут знаходився Житомирський Обком комуністичної партії. 1944 року його відвідав Микита Сергійович Хрущов (тоді голова Ради міністрів Української РСР). З 1952 по 1957 рік першим секретарем Обкому був один із керівників партизанського руху, двічі Герой Радянського Союзу, генерал-майор Олексій Федорович Федоров. Будівлю, що звільнилася в 1957 році, передали міському Палацу піонерів. Тепер тут Обласний центр хореографічного мистецтва та
Житомирська міська школа хореографічного мистецтва з ансамблем «Сонечко». Ансамбль був створений у вересні 1973 року Народними артистами України Тетяною Іванівною та Михайлом Семеновичем Гузуном у структурі міського Палацу піонерів, а школа — у 1993 році. У грудні 2013 року ансамбль набув статусу «академічного». «Сонечко» бере участь у культурних заходах міста, області та України.